# Меја Гај
Меја Гај је бивше насељено место у саставу града Бакра, Приморско-горанска жупанија, Република Хрватска.

## Историја
До нове територијалне организације налазила се у саставу бивше велике општине Ријека. Насеље је на попису 2001. године укинуто и припојено насељу Хрељин.

## Становништво
На попису становништва 1991. године, насељено место Меја Гај је имало 568 становника, следећег националног састава:
| Попис 1991.‍  | Попис 1991.‍  | Попис 1991.‍ | Попис 1991.‍ | Попис 1991.‍ |
| ------------ | ------------ | ----------- | ----------- | ----------- |
|              |              |             |             |             |
| Хрвати       | Хрвати       |             | 511         | 89,96%      |
| Југословени  | Југословени  |             | 16          | 2,81%       |
| Срби         | Срби         |             | 16          | 2,81%       |
| Муслимани    | Муслимани    |             | 10          | 1,76%       |
| Албанци      | Албанци      |             | 4           | 0,70%       |
| Словенци     | Словенци     |             | 2           | 0,35%       |
| Италијани    | Италијани    |             | 1           | 0,17%       |
| неопредељени | неопредељени |             | 3           | 0,52%       |
| непознато    | непознато    |             | 5           | 0,88%       |
| укупно: 568  |              |             |             |             |